# Vespa petiolata
Vespa petiolata är en getingart som beskrevs av Franz Paula von Schrank 1802. Vespa petiolata ingår i släktet bålgetingar, och familjen getingar. Inga underarter finns listade i Catalogue of Life.